# Parakampimodromus trichophilus
Parakampimodromus trichophilus är en spindeldjursart som först beskrevs av Blommers 1976.  Parakampimodromus trichophilus ingår i släktet Parakampimodromus och familjen Phytoseiidae. Inga underarter finns listade i Catalogue of Life.